# Icône de Notre-Dame du Signe de Koursk

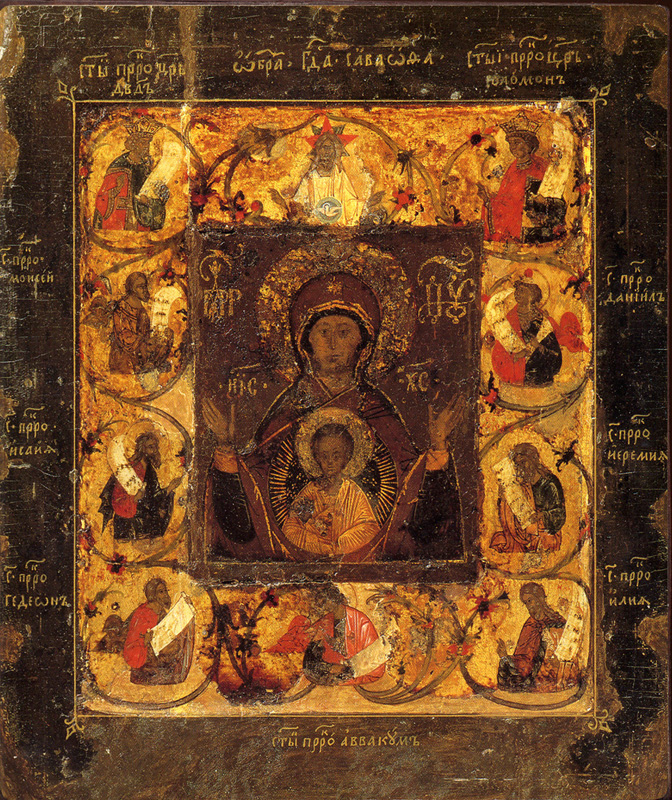
Icône korennaïa de la Mère de Dieu de Koursk - 1295

L'Icône de Notre-Dame du Signe de Koursk ou icône korennaïa de la Mère de Dieu de Koursk (en russe : Курская-Коренная икона Божией Матери) est une icône orthodoxe de la Mère de Dieu portant l'enfant Jésus, entourée sur les bords de l'image de kleimos représentant Sabaoth, Seigneur des armées et des prophètes de l'Ancien Testament. L'icône est vénérée comme miraculeuse et thaumaturge. Elle appartient au type d'icône orante. L'original se trouve à la cathédrale synodale de l'Église orthodoxe russe hors frontières à New York, États-Unis.

## Histoire
Selon la légende, l'icône a été trouvée le 8 septembre 1295, le jour de la Nativité de la Sainte Vierge, dans une forêt incendiée par les Tatars à proximité de Koursk dans l'Empire russe. C'est un chasseur qui l'a trouvée, cachée contre la racine d'un arbre (d'où son nom korennaïa lié au mot russe signifiant racine) . Le chasseur a élevé une chapelle en bois à l'endroit où il l'a trouvée puis y a placé l'icône. Suivant l'historien Alekseï Razdorski, la découverte de l'icône daterait plutôt du XVe ou début du XVIe siècle.
Le moine saint Séraphin de Sarov est né et a grandi à Koursk. En 1769 (ou 1764), il tombe gravement malade à l'âge de dix ans et ses parents n'espéraient plus son rétablissement. Cependant, la Mère de Dieu lui apparaît et lui promet de le guérir. Quelques jours plus tard, le vendredi 9, après Pâques, une procession organisée avec l'icône de Notre-Dame de Koursk est organisée comme tous les ans, qui va de Koursk à l'ermitage Korennaïa. Le cortège des fidèles passe par la cour de la famille de Séraphin et l'enfant voit l'icône et s'en est approché. Après cette rencontre, il a rapidement récupéré et a guéri,.

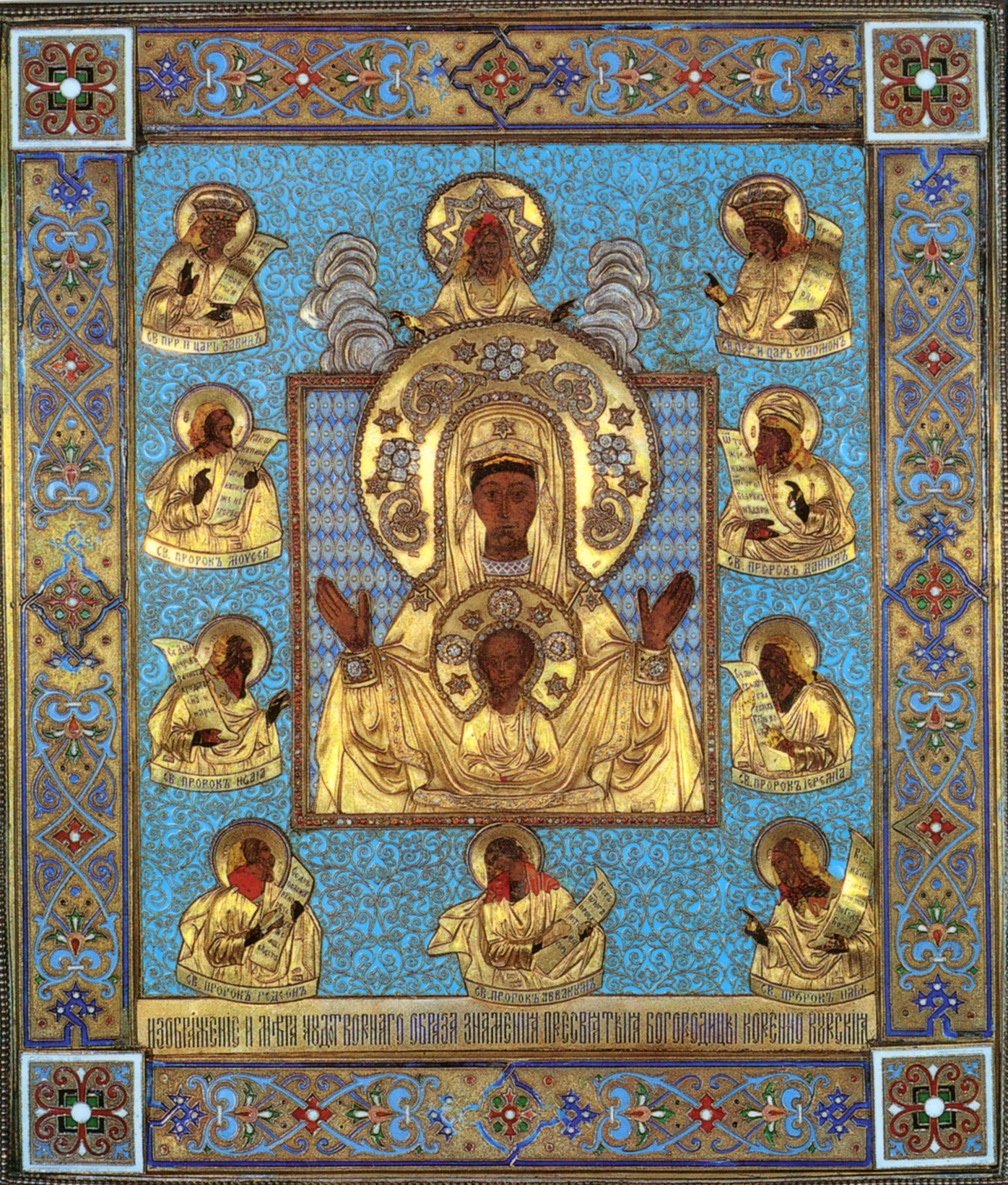
L'icône de Koursk Korennaïa avec sa riza en argent à New York

En 1880-1883, le peintre Ilia Répine a pris comme sujet d'un de ses tableaux les plus connus : la Procession religieuse dans la province de Koursk.

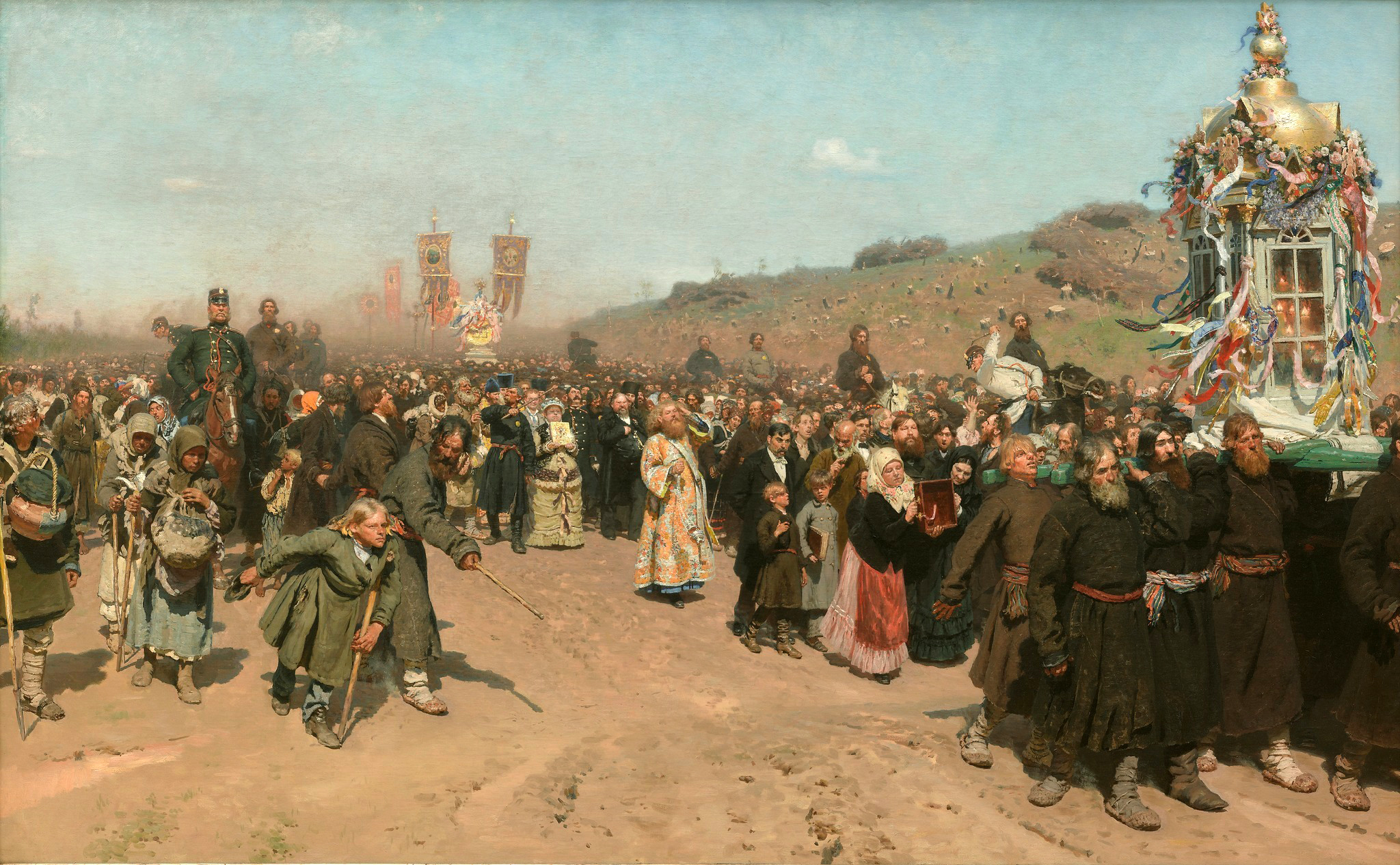
Procession religieuse dans la province de Koursk par Ilia Répine

En 1918, l'icône a été couverte d'une riza en argent, garnie d'émail bleu, comme elle l'est encore aujourd'hui. Sous la riza, l'icône reste identique, mais est protégée du toucher des fidèles.
En 1950, le métropolite Anastase de l'Église orthodoxe russe hors frontières s'installe en Amérique à 70 kilomètres de New York où il fait construire une New Kursk-Root Icon Hermitage (ru). L'icône y est installée en 1951. Mais rapidement elle est transférée à New York même, à la cour synodale, puis à la cathédrale synodale Notre-Dame-du-Signe de New York (ru).
Le 12 septembre 2009, après 90 ans d'absence, l'icône revient à Koursk pour y rester jusqu'au 2 octobre 2009, date à laquelle elle retourna à New York après sa visite en Russie. Du 12 au 23 septembre 2009, elle a été exposée à la cathédrale du Christ-Sauveur de Moscou, puis à Koursk. Depuis 2009, l'icône est régulièrement ramenée en Russie à l'occasion de fêtes qui lui sont dédiées.